# سالي بويدن
سالي بويدن (بالإنجليزية: Sally Boyden) هي دراجة بريطانية، ولدت في 7 أبريل 1967 في North Ferriby ‏ في المملكة المتحدة.

## وصلات خارجية
- سالي بويدن على موقع أرشيف الدراجات (الإنجليزية)
- سالي بويدن على موقع إحصائيات الدراجات الإحترافية (الإنجليزية)
- سالي بويدن على موقع CycleBase (الإنجليزية)